# Richie Campbell (polo aquático)
Richard "Richie" Campbell (Newcastle, 18 de setembro de 1987) é um jogador de polo aquático australiano.

## Carreira
Campbell disputou três edições de Jogos Olímpicos pela Austrália: 2008, 2012 e 2016. Seu melhor resultado foi o sétimo lugar nos Jogos de Londres.